# Elezioni parlamentari in Cambogia del 2013
Le elezioni parlamentari in Cambogia del 2013 si tennero il 28 luglio per il rinnovo dell'Assemblea nazionale.

## Risultati
| Liste                                           | Voti      | %     | Seggi |
| ----------------------------------------------- | --------- | ----- | ----- |
| Partito Popolare Cambogiano                     | 3.235.969 | 48,84 | 68    |
| Partito della Salvezza Nazionale della Cambogia | 2.946.176 | 44,46 | 55    |
| Funcinpec                                       | 242.413   | 3,66  | -     |
| Lega per la Democrazia                          | 68.389    | 1,03  | -     |
| Partito Khmer Anti Povertà                      | 43.222    | 0,65  | -     |
| Partito della Nazionalità Cambogiana            | 38.123    | 0,58  | -     |
| Partito dello Sviluppo Economico Khmer          | 33.715    | 0,51  | -     |
| Partito Repubblicano Democratico                | 19.152    | 0,29  | -     |
| Totale                                          | 6.627.159 |       | 123   |